# Kundalilafälle
Die Kundalilafälle sind Wasserfälle in Sambia.

## Lage
Sie liegen ca. 13 km südöstlich von Kanona im Distrikt Chitambo in Sambia, etwa eine Fahrstunde vom Kasanka-Nationalpark entfernt. Der Kaombe-Fluss, ein linker Nebenfluss des Lukusashi, stürzt hier 70 Meter in die Tiefe.

## Tourismus
Die Fälle selbst befinden sich in einem touristisch attraktiven Gebiet und sind lange nicht zu sehen, da sie sehr versteckt liegen.